# Robert Nozick
Robert Nozick (Nova Iorque, 16 de novembro de 1938 — 23 de janeiro de 2002) foi um proeminente filósofo norte-americano e professor da Universidade Harvard. Ele elaborou uma análise inovadora em matéria de filosofia política, recebendo por isso o National Book Award, dentre inúmeros prêmios. Nozick contestou as teses políticas sociais liberais, socialistas e conservadoras, e expôs uma nova teoria sobre justiça distributiva, um modelo utópico de Estado que se presta à experimentação sob o novo conceito de Estado mínimo, assim como uma proposta de integração entre ética, filosofia e economia.
Nozick questionou os atos e a legitimidade do Estado moderno, que utiliza seu aparato coercitivo-jurídico para forçar o indivíduo e violar seus direitos. Não poupou críticas ao governo liberal nem ao socialista ou ao conservador, que disse desrespeitarem o contrato social de que são parte em detrimento das liberdades inerentes ao Homem.
Ele desenvolveu ainda outros trabalhos, menos influentes, nas áreas de epistemologia e teoria da decisão. A sua obra Anarquia, Estado e Utopia, de 1974, foi uma resposta libertarista à Uma Teoria da Justiça de John Rawls, publicada em 1971.

## Carreira
Nascido em Brooklyn, filho de um empresário judeu da Rússia, casado com a poetisa, Gjertrud Schnackenberg, Nozick morreu em 2002, após uma prolongada luta contra o cancro. Sepultado no Mount Auburn Cemetery em Cambridge, Massachusetts.
| “ | São raras as faculdades de raciocínio e de imaginação [de Nozick]; sua erudição é enorme e seus conhecimentos são integrados. [...] É incrível a sua capacidade de tecer uma rede em torno de um tema, prever e prevenir as possíveis objeções, desmascarar os argumentos fracos e inverossímeis, extrair todas as conclusões de uma proposição, fazer um número enorme de perguntas a respeito de um ponto aparentemente pacífico, revelar o pleno significado de ideias que outros teóricos apenas esboçaram. | ” |

### Anarquismo, Estado e Utopia
Robert Nozick postula que indivíduos têm direitos e há coisas que nenhum grupo pode fazer com esses indivíduos sem a violação de direitos. Tão fortes são esses direitos que colocam a questão do que o Estado pode, se é que pode, fazer. A natureza do Estado, suas funções legítimas e suas justificações, se existem, constituem o tema central para Nozick, e uma grande e diversificada variedade de tópicos entrelaçam-se no curso do estudo do filósofo.
A principal conclusão de Nozick é que um Estado mínimo, limitado às funções de proteção contra a força, o roubo e de cumprimento de contratos e assim por diante justifica-se; que o Estado mais amplo violará os direitos das pessoas de não serem coagidas a fazer certas coisas, e que não se justifica; e que o Estado mínimo é tanto inspirador quanto certo. Duas implicações dignas de nota são que o Estado não pode usar sua máquina de coerção para obrigar cidadãos a ajudarem a outros ou para proibir atividades a pessoas que desejam realizá-las para seu próprio bem.
Em sua obra, ele defende o liberalismo radical, no qual é imprescindível uma posição neutra do Estado, face as escolhas voluntárias de adultos conscientes. Em primeiro lugar, Nozick define os contornos do papel que deve ser desempenhado pelo Estado, e qualquer ação diversa desta definição consiste em uma violação drástica dos direito individuais dos cidadãos. Assim, a função precípua do aparato estatal se reduz a uma proteção da liberdade contratual, direito de propriedade e segurança dos indivíduos. Como uma crítica ao utilitarismo, Nozick entende que direitos individuais, tais como a propriedade, não podem ser atropelados para edificar a felicidade. Ou seja, o que ele chama de "restrições indiretas" seriam proibições de ultraje de direitos fundamentais, que seriam reputados com as mesmas feições dos imperativos categóricos. Estes devem ser respeitados independente de qualquer circunstância, ou seja, de acordo com Kant, os imperativos categóricos são incondicionais. A justificativa encontrada por Nozick seria que a violação destes direitos seria a desconsideração que cada pessoa é dotado de vidas separadas e individuais. Dito de outra forma, o fato de existirem seres humanos com vidas distintas uns dos outros, lhes concedem o poder de governar e ser o senhor soberano de si mesmo. Além disso, Nozick traz uma conceituação sobre a propriedade. Esta foi cunhada por John Locke, na qual o fato de agregar trabalho a determinado objeto confere àquele que o fez um direito abstrato sobre coisas. Nesta linha, Nozick define as hipóteses legítimas para a obtenção legítima da propriedade: (i) a aquisição de coisas não possuídas; (ii) a transferência voluntária; e (iii) e qualquer forma diversa da duas primeiras constituiria é ilegítima.[carece de fontes?]
No entanto, por fim, Nozick reconhece o princípio da reparação, que seria qualquer forma de aquisição injusta de propriedade poderia ser corrigida, pelo Estado. Isto é, qualquer violação é passível de ser sanada pelo Estado.[carece de fontes?]

## Obras
- Anarquia, Estado e Utopia (1974) ISBN 0-631-19780-X
- Explicações Filosóficas (1981) ISBN 0-19-824672-2
- A Vida Examinada (1989) ISBN 0-671-72501-7
- A Natureza da Racionalidade (1993) ISBN 0-691-02096-5
- Quebra-Cabeças Socráticos (1997) ISBN 0-674-81653-6
- Invariâncias: A Estrutura do Mundo Objetivo (2001) ISBN 0-674-01245-3